# HR 178
Désignations
HR 178, également désignée HD 3883, est une étoile binaire présumée de la constellation d'Andromède. Sa magnitude apparente combinée est de 6,05, ce qui signifie qu'elle ne peut être vue à l'œil nu que dans de bonnes conditions. D'après la mesure de sa parallaxe annuelle par le satellite Gaia, le système est situé à environ 124 parsecs (400 années-lumière) de la Terre. Il se rapproche du Système solaire à une vitesse radiale de −16 km/s.

## Propriétés
L'étoile visible de HR 178 est une étoile Am évoluée, dont le spectre a été largement étudié afin d'établir l'abondance des éléments chimiques de ce type d'étoiles. On lui donne un type spectral de kA5hF1mF2, cette notation complexe indiquant que dans son spectre, la raie K du calcium est celle d'une étoile de type A5, que les raies de l'hydrogène de la série de Balmer sont celles d'une étoile de type F1, et que les raies métalliques sont celles d'une étoile de type F2. Le stade évolutif de l'étoile, et sa masse déterminée par comparaison avec les trajectoires d'évolution théoriques, ne sont pas déterminés avec précision. Cependant, elle est très proche de la fin de la séquence principale et la marge d'erreur de sa masse n'est que d'environ 0,1 M☉.
L'étoile est soupçonnée d'être variable, possiblement entre les magnitudes 6,04 et 6,06. Une période de variabilité de 9,17 minutes a été déterminée.

## Système
HR 178 est soupçonnée d'être une étoile binaire depuis 1938, data à laquelle son spectre a été interprété comme étant composite. La paire a été résolue à l'aide de l'interférométrie des tavelures en 1983. Le compagnon est modélisé pour être entre 1,5 et 3 en magnitude apparente plus faible que l'étoile primaire. Bien qu'il y ait eu depuis plusieurs tentatives infructueuses pour résoudre la paire, une orbite provisoire a été calculée avec une période de 21,26 ans et une excentricité de 0,5.